# انتخابات الرئاسة الرأس أخضرية 2006
انتخابات الرئاسة الرأس أخضرية 2006 هي انتخابات رئاسية جرت في 2006، في الرأس الأخضر.
فاز بالانتخابات بيدرو بيريس.